# Irlbachia elegans
Irlbachia elegans là một loài thực vật có hoa trong họ Long đởm. Loài này được Mart. mô tả khoa học đầu tiên năm 1827.